# Nomogram

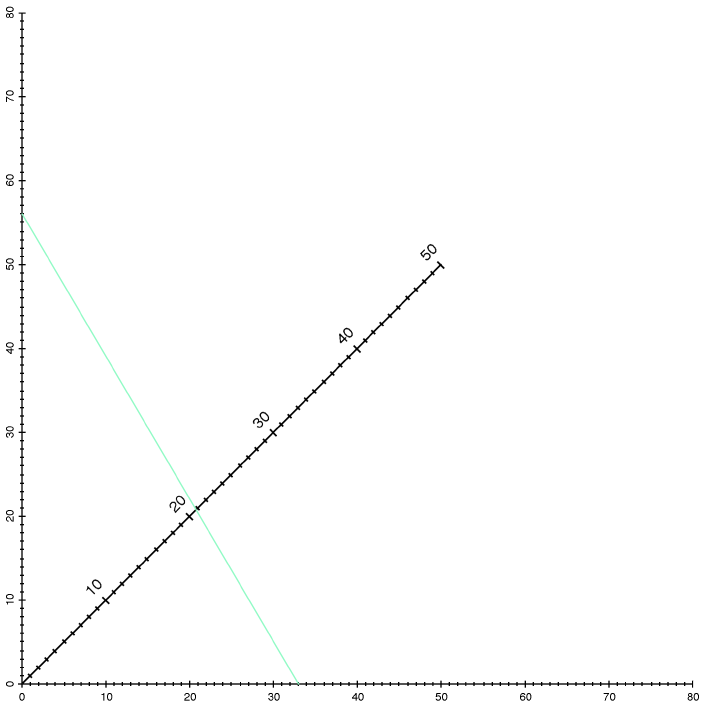
Nomogram umožňující určení výsledného odporu dvou paralelně zapojených rezistorů. Zelenou čarou je vyznačeno paralelní zapojení rezistorů 33 Ω a 56 Ω, výsledný odpor je přibližně 21 Ω.

Nomogram je speciální graf, který umožňuje provádění výpočtů pomocí jednoduchých geometrických konstrukcí a čtením přímo v tomto grafu. Tento způsob konstrukce výpočtů měl význam před zavedením výpočetní techniky, dnes je již jen historickou kuriozitou.
Nejjednodušším typem nomogramu je graf funkce v kartézské soustavě souřadnic. Osy mohou být kótovány buď lineárně, logaritmicky či podle jiné funkce.

## D’Ocagneův nomogram
Tento typ nomogramu umožňuje jednoduchým způsobem určovat hodnoty některých funkcí dvou proměnných. Nomogram se skládá ze tří různě kótovaných rovnoběžných čar. Dvě čáry obsahují hodnoty proměnných, třetí čára určuje výsledky. Výpočet probíhá tak, že k bodům, odpovídajícím hodnotám proměnných, je přiloženo pravítko, jeho průnik se třetí osou určuje výsledek.

## LR nomogram
Jedná se o pravděpodobnostní nomogram používaný v oboru bayesovské epidemiologie neboli subjektivní epidemiologie. Jejím úkolem je posoudit pravdivost testů u jedince respektive správnost diagnózy. Je to jednoduchá pomůcka použitelná i v ordinacích lékařů. Pravděpodobnost lze určit jen pomocí pravítka a kalkulačky na základě laboratorního testu plus vytištěné pomůcky.[zdroj?]